# Nicobium castaneum
Nicobium castaneum är en skalbaggsart som först beskrevs av Olivier 1790.  Nicobium castaneum ingår i släktet Nicobium och familjen trägnagare. Inga underarter finns listade i Catalogue of Life.